# Sotele Puleoto
Pour le joueur français de rugby à XV né en 1992, voir Cécilion Puleoto.
Pas d'image ? Cliquez ici

a Compétitions nationales et continentales officielles uniquement.

Dernière mise à jour le 8 avril 2020.
Sotele Puleoto, né le 30 octobre 1967 à Nouméa, est un joueur français de rugby à XV évoluant au poste de pilier.

## Biographie
Sotele Puleoto dans une famille originaire de Wallis-et-Futuna de 14 enfants (6 frères et 7 sœurs). Sotele est marié et a deux enfants : Tuitoga (né en 1990), et Cécilion (né en 1992, qui joue deux saisons au Biarritz olympique de 2014 à 2016), international -18 ans. Avec 1,93 m et un poids de forme de 135 kg, son poste de prédilection était pilier.
Après avoir débuté le rugby en Nouvelle-Calédonie, il rejoint la France métropolitaine en 1993 à Brive puis intègre le Biarritz olympique en 1996, avec lequel il gagne deux titres de champion de France, en 2002 face à SU Agen et en 2005 face à Stade français Paris, et un Challenge Yves du Manoir en 2000 face à Brive.

## Carrière de joueur

### Avec les Barbarians
Le 11 novembre 1997, il joue avec les Barbarians français contre l'Afrique du Sud à Biarritz. Les Baa-Baas s'imposent 40 à 22.

## Palmarès

### En club

#### Avec Brive
- Challenge Yves du Manoir :
  - Vainqueur (1) : 1996
- Championnat de France de rugby à XV :
  - Finaliste (1) : 1996

#### Avec Biarritz
- Challenge Yves du Manoir :
  - Vainqueur (1) : 2000
- Championnat de France de rugby à XV :
  - Vainqueur (2) : 2002 et 2005
- Coupe de la Ligue :
  - Finaliste (1) : 2002

### En sélection
- 1 sélection avec les Barbarians face à Afrique du Sud en 1997.

## La reconversion
- Sotele Puleoto est patron d'une société d'espaces verts de 9 employés sur Biarritz.
- Le 7 septembre 2007 il ouvre son bar-restaurant évènementiel, le Txik-Txak, à deux pas du Parc des sports d'Aguiléra.